# Сак Сутсакан
Сак Сутсакан (кхмер. សក់ ស៊ុតសាខន; 8 лютого 1928 — 29 квітня 1994) — камбоджійський військовик і політик, виконував обов'язки президента Камбоджі (Кхмерської Республіки) в квітні 1975 року.

## Кар'єра
Наприкінці 1950-их років обіймав посаду міністра оборони в уряді Сіанука. У першій половині 1970-их років, під час громадянської війни, був головнокомандувачем королівських Збройних сил. У квітні 1975 року, після падіння Пномпеня та втечі з країни Саукама Хоя, виконував обов'язки голови Верховного комітету (фактично був останнім главою Кхмерської Республіки).
За часів режиму «Червоних кхмерів» емігрував та заснував антикомуністичний рух «Білі кхмери». У 1980-их роках брав активну участь у збройній боротьбі проти в'єтнамської окупації та пров'єтнамського режиму. Командував Збройними силами національного визволення кхмерського народу.
Після реставрації королівської влади очолював Ліберально-демократичну партію, був військовим радником короля й уряду.